# Aeroporto di Legnago
L'Aeroporto di Legnago (IATA: nessuno, ICAO: LIDL) è un aeroporto italiano situato in località Rosta, a circa 7  km a sud di Legnago, lungo la direttrice verso Torretta. La struttura, intitolata al tenente pilota Carlo Marchetto e al maresciallo pilota Francesco Marcati, è dotata di una pista in erba lunga 610 m con orientamento 16/34, circuito standard a sx.
L'aeroporto, utilizzato per voli turistici e per manifestazioni aeree, è gestito dall'Associazione Volo Legnago ed effettua attività, su richiesta, secondo le regole e gli orari VFR.